# 한홍택
한홍택(韓弘澤, 1916 ~ 1994)은 일제강점기, 대한민국의 공예가, 그래픽 디자이너이다. 서울 출신이다.

## 경력
1939년 일본 도쿄도안전문학교(東京圖案專門學校) 응용미술과를 졸업하였고, 동 40년 데이고쿠미술학교(帝國美術學校) 서양화과 연구과에서 수학했다. 1943년 유한양행 미술부장, 48년 경기상고 및 53년 보성중고교의 미술교사를 각각 역임했다. 1955년 서울대학교 미술대학 강사를 지냈고 동 59년 서울 도안 연구소를 창설했다. 1960년 홍익대학교 조교수를 거쳐 65년 공예학부 도안과장이 되었다. 작품활동은 1953년 제3회 국전에서 특선을 받은 것을 필두로 1957년 제2회 개인전을 가졌고, 대한산업미술가협회의 창립위원 및 간사, 1960년 동남아시아 현대작가전에 출품 제2회 신인예술상 심사위원, 1963년 신상회(新象會)의 회원 및 간사로 활약했다. 1965년 이후로는 국전과 상공미전(商工美展), 국제기능올림픽 심사위원, 서울시 문화위원, 문교부 미술교과 출제위원, 코트라(KOTRA) 디자인 위원, 세계 공예회의(W.C.C.) 한국위원으로 활동하였으며, 대한산업미술가협회를 주도하였다. 대한민국 그래픽 디자인계의 선구자의 한사람으로 평가된다.